# Stylet (informatique)
Pour les articles homonymes, voir stylet.

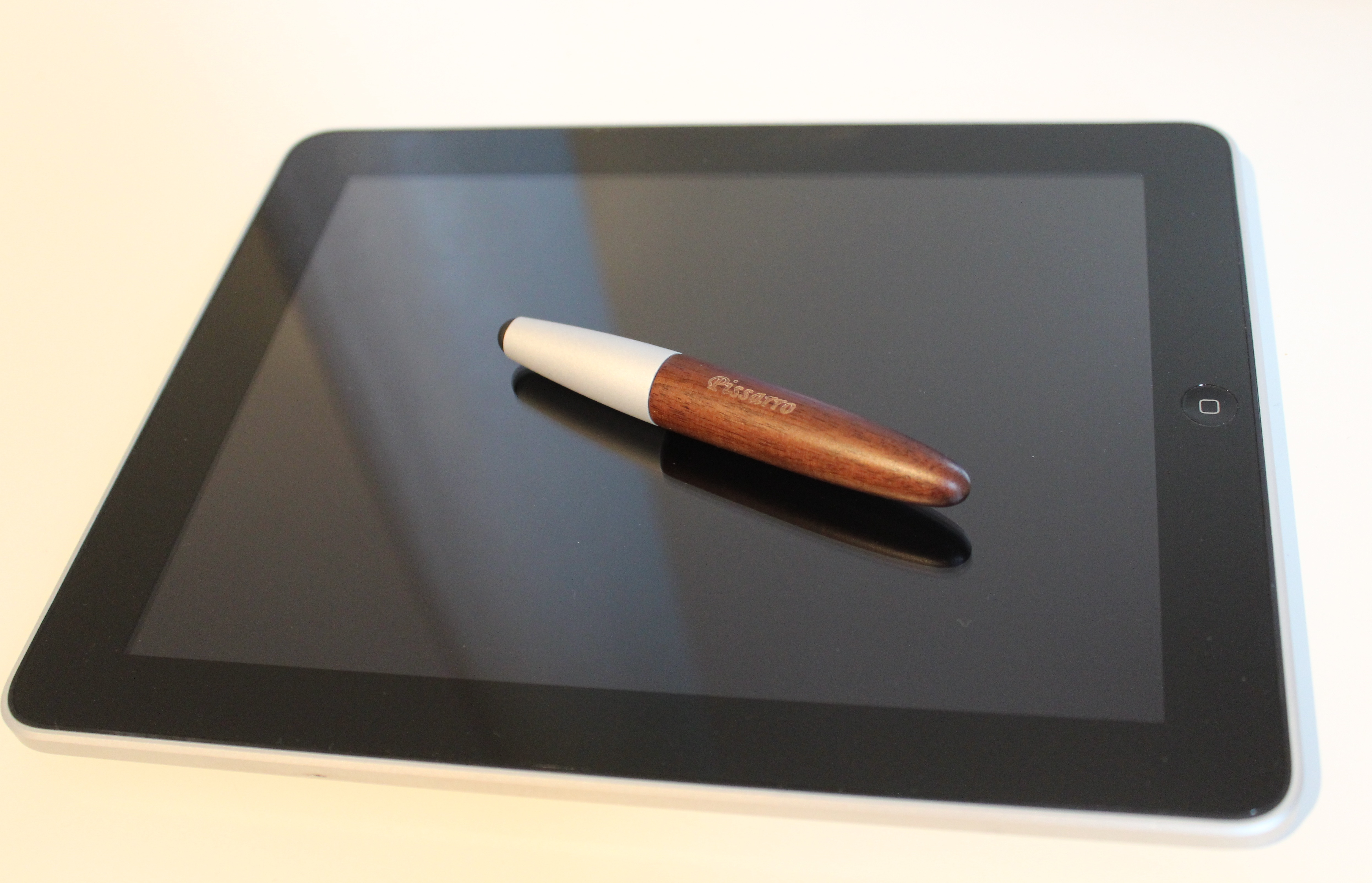
Stylet sur tablette tactile.

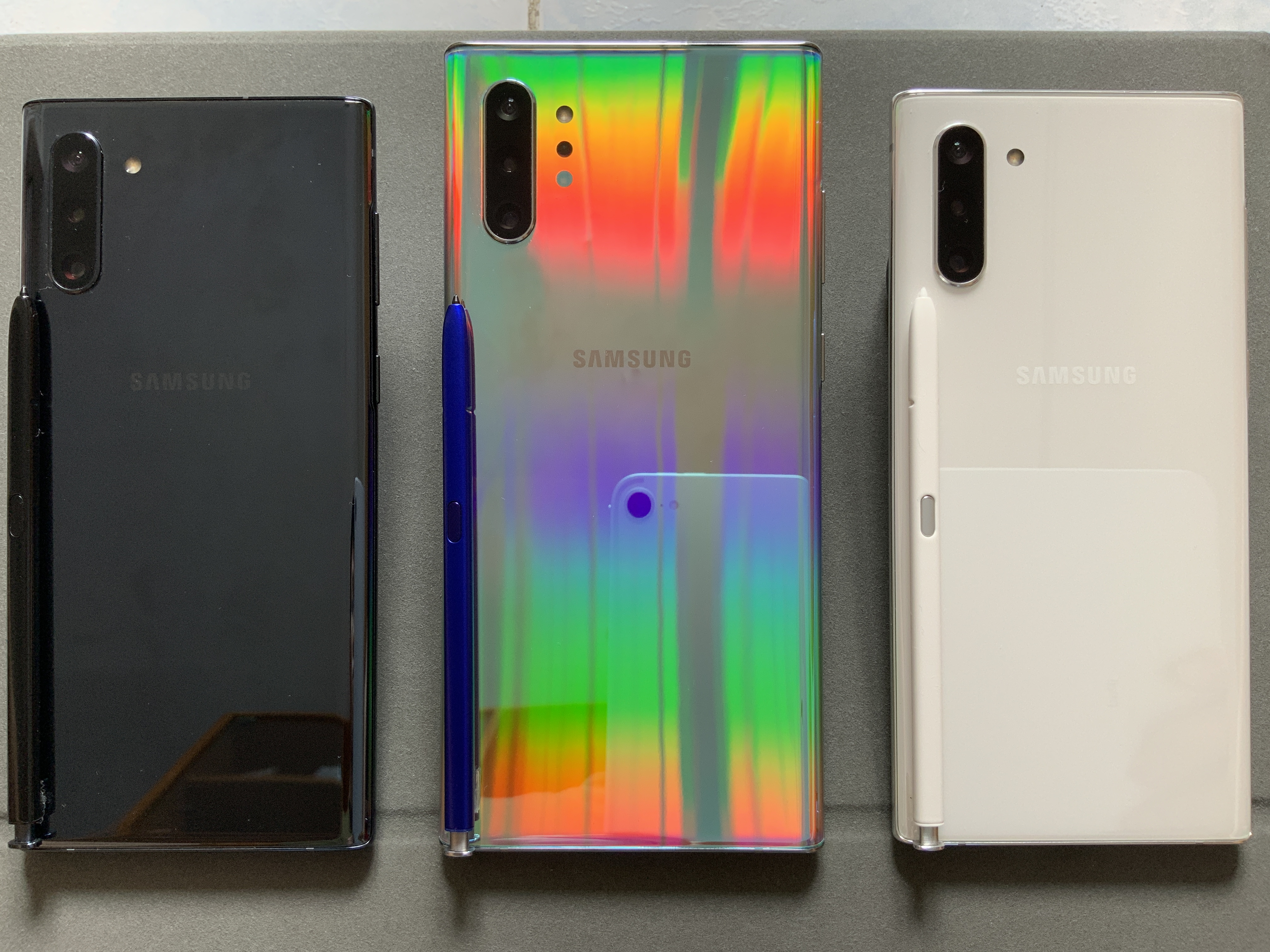
S-Pen (Galaxy Note 10).

En informatique, un stylet est une pièce d'équipement en forme de crayon qui s'utilise avec un écran tactile (tablette graphique, écran de tablet PC, écran d'assistant personnel, écran d'Ultra-Mobile PC, console Nintendo DS) pour, entre autres :
- désigner un point de l'écran au programme en activité ;
- sélectionner un des choix affichés dans un menu sur l'écran ;
- entrer des données ;
- entrer une image.

Parce que le stylet permet de dessiner une image plus facilement et avec plus de précision qu'un curseur de souris, les infographistes l'utilisent souvent.
Les tablettes tactiles, telles que l'iPad ou les tablettes Android, peuvent également être utilisées avec un stylet. Différents types de stylet peuvent être utilisés selon la technologie d'écran tactile employée (écran résistif, écran capacitif, dalle tactile infrarouge...). Certains stylets peuvent être sensibles à la pression exercée sur l'écran (ce qui permet par exemple d'adapter l'épaisseur d'un trait tracé).